# Teustepe
Teustepe es un municipio del departamento de Boaco en la República de Nicaragua. La cabecera municipal está ubicada a 72 kilómetros de la capital de Managua.

## Toponimia
El nombre de Teustepe se origina de las voces chorotegas "Teote": dios y "Tepec": asiento o lugar, es decir Teustepe significa "Pueblo, Valle o lugar de los dioses".

## Geografía
Su sistema orográfico lo constituye exclusivamente el cerro de "Santo Domingo", pues su perímetro se extiende sobre llanos un tanto áridos y pedregosos. El único río que cruza las tierras municipales es el río Malacatoya.

### Límites
Limita al norte con los municipios de San José de Los Remates y Ciudad Darío, al sur con el municipio de Tipitapa, al este con los municipios de San Lorenzo y Boaco al oeste con el municipio de Tipitapa.

## Historia
La primera mención histórica de Teustepe data del año 1548, en las que se fijó un tributo al poblado. 
La población indígena inicialmente se estableció en el antiguo lugar de El Tamarindo al noreste de su actual ubicación, pero las crecientes inundaciones del río de Malacatoya obligó a sus pobladores a trasladarse en 1776 a su actual emplazamiento.
Tuvo gran relevancia histórica durante la Guerra Nacional de Nicaragua, siendo un baluarte y lugar de resistencia del bando legitimista contra los filibusteros.
En 1970 se le otorgó el título de ciudad.

## Demografía
Teustepe tiene una población actual de 34,459 habitantes. De la población total, el 50.6% son hombres y el 49.4% son mujeres. Casi el 21.6% de la población vive en la zona urbana.

## Clima
El municipio tiene un clima tropical seco de sabana. La temperatura oscila entre los 26 y 27 °C y una precipitación que varía entre los 1000 y 1200 mm, caracterizándose por una buena distribución durante todo el año.

## Recursos naturales

### Fauna
Debido a la escasez de agua y flora, este municipio no cuenta con árboles maderables, en estos últimos tres años se han implementado reforestaciones mediante proyectos o cooperativas, mejorando así en un 5% la fauna, que en años antepasados, debido a estos problemas el municipio, está caracterizado únicamente por garrobos e iguanas.

### Flora
La flora del municipio es muy pobre a pesar de la siembra de árboles para múltiples usos, lo cual se ha realizado con financiamiento del Instituto de Desarrollo Rural (IDR) y está compuesta básicamente de arbustos de pequeño follaje y algunos árboles como el jícaro, el jenízaro y el madero negro.

## Atractivos

### Atractivos naturales
Sobre la carretera, antes de llegar a la ciudad, está el embalse "Las Canoas" y el centro  turístico "Aguas Claras" que cuenta con piscinas de aguas termales. Los baños termales conocidos como "La Coca" se ubican a escasos tres kilómetros del casco urbano.
Hay otro sitios de interés en donde se localizan petroglifos y cuevas, pero solamente son accesibles con guías. Entre estos destacan:
- el salto de agua "La Concepción" ubicado en la comarca del mismo nombre, un lugar muy visitado por turistas nacionales y extranjeros.

- el salto de "Acicaya" que se forma en el farallón rocoso del mismo nombre.

- en la comunidad Piedras Pintadas, a la orilla del río Payas, se hallan petroglifos hechos por el pueblo indígena que habitaba la zona.

## Localidades
Además del casco urbano, existen 57 comunidades rurales: Aguas Calientes, Asiento Viejo, Asedades, Bajo de los Ramírez, Barranco Alto, Boquerón, Cacao de los Chavarría, Candelaria, Cerro de Piedra, Coyusne, Cucirisne, Cuesta del Rosario, Empalme de Boaco, Guiscoyol, El Aguacate, El Arado, El Bálsamo, El Caracol, El Crucero, El Espino, El Jocote, El Llanito, El Negrito, El Mojón, El Quebrachal, El Quebracho, El Rancho, La Concepción o La Concha, La Cruz, La Guayaba, La Joya, Llano Grande, Las Cañitas, Las Jaguitas, Las Javillas, Las Lagunas, Las Limas, Las Masías, Las Tunitas, Los Guácimos, Los Potrerillos, Maderas Negras, Monte Fresco, Ojo de Agua, San Diego, Santo Domingo, San Jerónimo, San Joaquín, Santa Rita, Tierra Blanca, Tierra Colorada, Tomatoyita, Zonzapote 1 y 2.

## Economía
La ganadería ha sido el rubro de mayor importancia en la economía del municipio constituye una actividad significativa en la vida económica de los pobladores, con veinte mil cabezas de ganado. La agricultura históricamente ha sido una actividad de carácter secundario, en relación con la ganadería, está destinada fundamentalmente al consumo interno.

## Festividades
El 22 de mayo de cada año se celebran las fiestas religiosas en memoria de Santa Rita de Casia, el templo parroquial está dedicado a esta santa católica, "Patrona de las Causas Imposibles", y es un santuario nacional que anualmente congrega a miles de feligreses que tiene una opción de hospedaje y descanso en "Casa Aurora", una vieja construcción de más de un siglo de antigüedad, que funciona como el único albergue de la ciudad.